# AES (modelo de tren)
AES, acrónimo de Automotor Eléctrico Suburbano, es un modelo de tren fabricado para la Empresa de los Ferrocarriles del Estado (EFE) de Chile. Los trenes se utilizaron para dar servicio a tramos electrificados locales y suburbanos en las zonas centro y sur del país. Se construyeron veinte unidades y fueron numeradas AES-1 a AES-20.

## Historia
El 17 de agosto de 1970, a fines del gobierno de Eduardo Frei Montalva, el director general de la Empresa de los Ferrocarriles del Estado, Luis Falcone, firmó el contrato con la empresa Fiat Concord para la construcción de 20 trenes de pasajeros para servicios locales y suburbanos, con la inclusión de material eléctrico fabricado por GEC. Los trenes, fabricados en Córdoba por Materfer y que contaban con cuatro motores de tracción, fueron fabricados a partir de 1974 y entregados en 1976 y 1977, durante la dictadura militar.
El plan inicial de EFE era que los trenes AES fueran ocupados en servicios suburbanos de Santiago, sin embargo fueron asignados a cubrir rutas entre la estación Mapocho y Valparaíso hasta la década de 1980. Dos formaciones de trenes AES chocaron frontalmente en el sector de Queronque el 17 de febrero de 1986, en la que es la mayor tragedia ferroviaria en Chile.

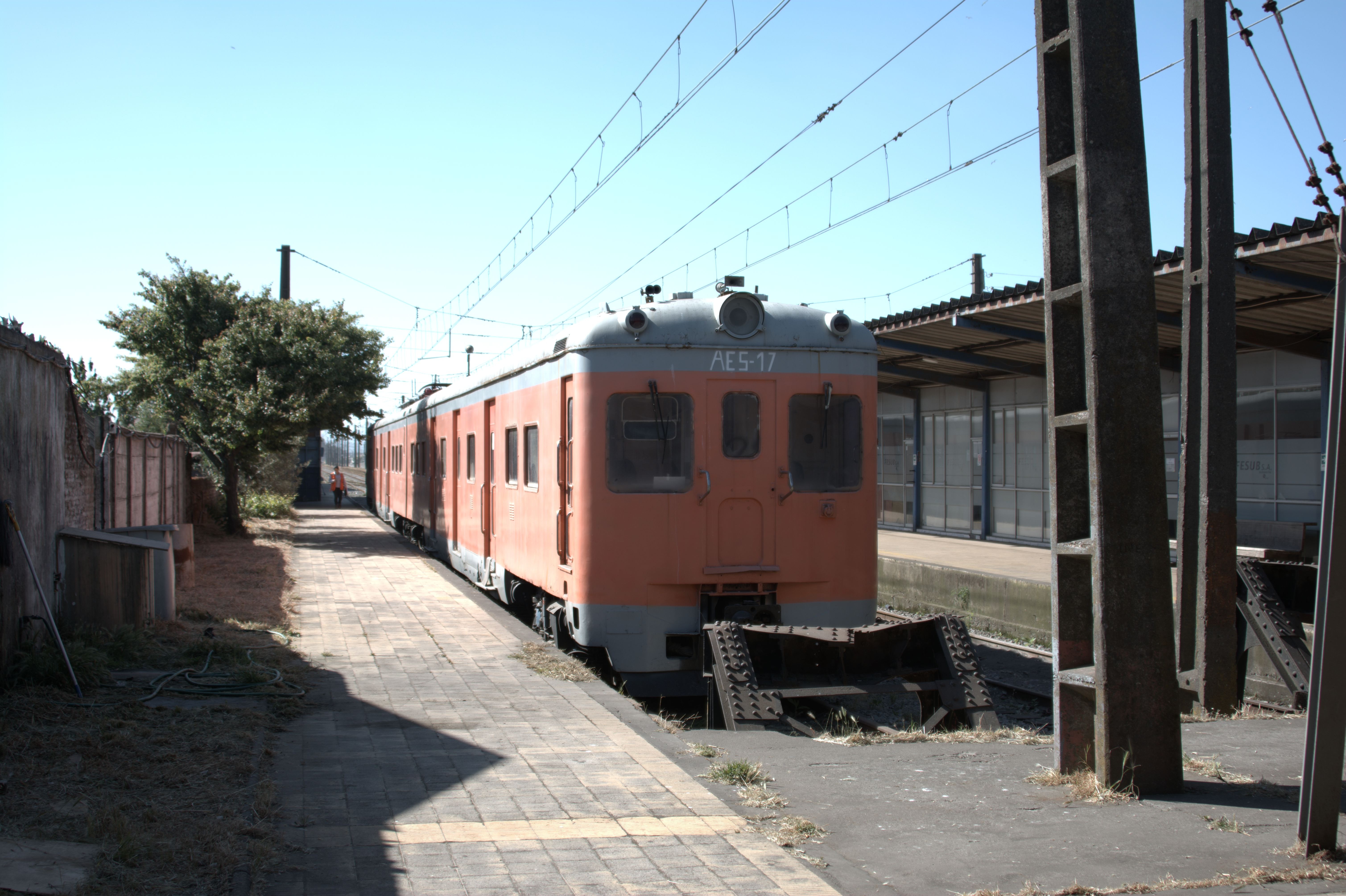
Tren AES-17 en la estación El Arenal en 2017

Los trenes AES continuaron operando en la región de Valparaíso, siendo parte fundamental de la flota del servicio denominado Metro Regional de Valparaíso (Merval), circulando en dicho servicio hasta 2005 y posteriormente fueron trasladados a la región del Biobío, sirviendo en el Biotren y en el Corto Laja.
Las últimas dos formaciones de trenes AES existentes (AES-11 y AES-17) fueron retiradas del servicio habitual en 2020,  y posteriormente se anunció que el AES-11 sería restaurado en la Maestranza San Eugenio en conjunto con la Asociación Chilena de Conservación del Patrimonio Ferroviario para formar parte de la colección patrimonial de EFE. El tren restaurado y pintado con los colores originales con que operaba el servicio Merval en la década de 1980 ha sido exhibido durante actividades especiales, como por ejemplo el Día de los Patrimonios en la estación Puerto en 2023.